# 小川町西小川
小川町西小川（おがわまち にしおがわ）は、福島県いわき市の大字である。郵便番号は979-3121。

## 地理
いわき市北部の小川地区に属する。北で小川町高萩、北東で小川町三島、東で小川町関場、小川町下小川、南東で平中平窪、南で平赤井、西で三和町合戸、北西で三和町下永井とそれぞれ隣接する。概ね町村制施行以前の磐前郡西小川村の流れを汲む地域である。二級水系夏井川右岸域と支流の小玉川右岸流域と相川流域を主な範囲とする。東端部の夏井川、小玉川中下流、相川下流の平地や近隣の切り開かれた高台に水田や集落が広がるほかはほとんどが山林に占められている。内郷御厩町内に所在するいわき中央警察署及び小川町上小川に所在する平消防署小川分遣所がそれぞれ管轄にあたる。

### 主な字
字
- 小玉
- 下野地
- 上ノ原
- 中野地
- 平久田
- 上野地
- 中川原
- 小橋

- 淵沢
- 五郎兵衛釜
- 北石堂
- 塩ノ萱
- 沢ノ釜
- 山田
- 頭塚
- カキカネ

- 萩家
- 豊田
- 相川
- 上ノ平
- 入屋敷
- 堂平
- 大沢田
- 本石堂

- 壤切場
- 葉ノ木立
- 猿倉
- 川原端
- 中ノ沢
- 田頭
- 沼平
- 上谷地

- 南ノ根
- 館
- 加野
- 下蕪田
- 小沼平
- 滝ノ作
- 上居合
- 下居合

### 河川
二級水系夏井川水系
- 夏井川
  - 相川
  - 小玉川

## 歴史
- 1879年1月27日 - 棚倉藩領西小川村が福島県内における郡区町村制の施行により磐前郡の村となる[4]。
- 1889年4月1日 - 町村制の施行により西小川村が高萩村、塩田村、三島村、赤井村と合併し、赤井村が発足する。旧西小川村域は赤井村の大字となる。[4]。
- 1896年4月1日 - 磐前郡と周辺郡との合併により石城郡が発足し、石城郡赤井村となる[4]。
- 1955年2月11日 - 赤井村のうち大字西小川、三島、高萩、塩田が上小川村、下小川村と合併して小川町が発足し、小川町の大字となる[4]。
- 1966年10月1日 - 小川町が平市・磐城市・常磐市・勿来市・内郷市、石城郡遠野町・四倉町・川前村・田人村・好間村・三和村、双葉郡久之浜町・大久村と合併しいわき市となり、いわき市小川地区の大字となる[4]。

## 世帯数と人口
2023年10月31日現在の世帯数と人口は以下の通りである。
| 大字         | 世帯数  | 人口  |
| ------------ | ------- | ----- |
| 小川町西小川 | 353世帯 | 950人 |

## 小・中学校の学区
市立小・中学校に通う場合、学区は以下の通りとなる。
| 番地 | 小学校               | 中学校               |
| ---- | -------------------- | -------------------- |
| 全域 | いわき市立小玉小学校 | いわき市立小川中学校 |

## 交通

### 鉄道
- JR磐越東線

### 道路
- 福島県道248号小川赤井平線

## 施設
- いわき市立小玉小学校
- 相川公民館
- 上ノ原公民館
- 葉ノ木立公民館
- JA福島さくらいわき梨共同選果場
- 小玉ダムキャンプ場
- 小玉稲荷神社
- 蚕養神社
- 大山祇神社
- 西川寺
- 宝聚院